# Цевельский район
Цевельский район — административно-территориальная единица в составе Ленинградской и Западной областей РСФСР, существовавшая в 1927—1930 годах.
Цевельский район в составе Великолукского округа Ленинградской области был образован в 1927 году. В район вошло 5 сельсоветов: Дорожкино-Борский, Копалыгинский, Ручьинский, Ухошинский, Цевельский.
В 1928 году образован Борокский с/с. Цевельский с/с разделён на Гнездинский, Спасоклинский, Стволинский; Ручьинский — на Ратчинский и Чилецкий.
В 1929 году Великолукский округ был передан в Западную область.
В 1930 году в результате ликвидации окружного деления Цевельский район перешёл в прямое подчинение Западной области.
В 1930 году Цевельский район был упразднён, а его территория включена в Локнянский район.